# 博爾希夫
博尔希夫（羅馬化：Borshchiv；又按俄语名译为博爾晓夫）是烏克蘭西部捷爾諾波爾州喬爾特基夫區博爾希夫市鎮内的城市及其行政中心。該市距離州府捷尔诺波尔90公里，海拔高度290米，面積2.66平方公里，2010年人口11,274。

## 历史
文献中第一次出现博尔希夫是1456年，当时此地由私人领主杜金斯基（Dudinski）家族拥有。在1629年波兰统治时期，此地被授予马格德堡权利。在1648年—1654年的赫梅利尼茨基起义期间，博尔希夫也发生了起义，1655年秋俄罗斯帝国亦曾占领过此地。1672年，奥斯曼帝国占领了博尔希夫，占领期间市民被大量杀害或贩卖为奴隶，直到1699年奥斯曼帝国的占领结束。幸存的人口此后返回了博尔希夫，波兰统治者不得不减免城市居民的税。1744年和1768年曾两次发生市民起义。
1772年波兰被瓜分后，博尔希夫由奥地利帝国统治。1810年—1815年拿破仑战争期间，俄罗斯帝国曾短暂统治博尔希夫，直到1815年奥地利恢复对此的统治。1848年的改革废除了农奴制，但保留了大地主制。改革后，农民的破产进程愈演愈烈。由于债务而失去土地，当地穷人加入了佃农或工业工人的行列。1867年博尔希夫获得城市地位。1900年—1906年期间，博尔希夫曾三次发生起义，均被奥匈帝国当局镇压。第一次世界大战爆发后不久，1914年8月14日，俄军攻占了博尔希夫，此后三年，俄罗斯第8集团军的部队驻扎在该市。1917年7月底，在俄罗斯军队在西南战线的进攻失败后，德奥军队占领了博尔希夫。
奥匈帝国崩溃后，波兰于1919年7月占领了博尔希夫；1920年8月1日至9月17日，苏联红军曾在博尔希夫短暂建立了苏维埃政权，但旋即被波兰人击败。战后博尔希夫归波兰第二共和国统治，但乌克兰共产党在此有地下组织运作，通过散发传单发动了多次罢工。1939年9月17日，苏联红军进驻博尔希夫所在的西乌克兰；次年博尔希夫成为博尔希夫区的行政中心。1941年7月，纳粹德国侵占博尔希夫，随后在次年建立了犹太人隔都；1943年时，至少有2300名犹太人被杀害；1944年德军临近撤退前施行焦土战术，摧毁了博尔希夫的火电厂、火车站、工厂和学校等。1944年4月6日，苏联乌克兰第1方面军解放了博尔希夫。
苏联在战后5年内重建了博尔希夫的卷烟厂和砖厂，又新建了一家油厂、一家工业和食品加工厂；1944年建起了第一座集体农庄。1962年，糖厂竣工；至1972年，年产糖达到48200吨。还由国家以及企事业单位出资建造了69栋赫鲁晓夫楼，居住面积为1.53万平方米，有蒸汽供暖、供水和污水处理系统。该市的共青团组织曾最多拥有2100名团员。
2020年乌克兰行政区划改革后，博尔希夫区被废除，博尔希夫市并入喬爾特基夫區。

## 教育
奥地利帝国统治时期有一座德语学校和一座波兰语学校。波兰统治时期，有两所波兰语七年制学校和一所乌克兰语小学；当地10岁以上人口文盲率达到40%。苏联统治时的1972/73学年，两所学校有1,600名学生，以乌克兰语为教学语言，有107名教师教学（其中有教师曾获得列宁勋章）。1955年，当地开设农业机械化和电气化技术学校。

### 语言
根据2001年乌克兰人口普查，博尔希夫的人口总数为11251人，其中母语分布如下：
| 语言        | 人数  | 比例   |
| ----------- | ----- | ------ |
| 乌克兰语    | 11080 | 98.48% |
| 俄语        | 133   | 1.18%  |
| 亚美尼亚语  | 16    | 0.14%  |
| 白俄罗斯语  | 6     | 0.05%  |
| 罗马尼亚语  | 4     | 0.04%  |
| 波兰语      | 4     | 0.04%  |
| 匈牙利语    | 1     | 0.01%  |
| 保加利亚语  | 1     | 0.01%  |
| 德语        | 1     | 0.01%  |
| 希伯来语    | 1     | 0.01%  |
| 其他/未回答 | 4     | 0.03%  |
| 总计        | 11251 | 100%   |

## 備注
1. ↑  俄语：，羅馬化：Borshchyov